# Akademia Policyjna (serial telewizyjny)
Akademia Policyjna (ang. Police Academy: The Series) – amerykańsko-kanadyjski serial komediowy z 1997 roku. Serial jest spin-offem filmu Akademia Policyjna z 1984 roku oraz jego sequeli. Emitowany w TV Puls.

## Obsada
- Matthew Borlenghi – Richard Casey
- Christine Gonzales – Alicia Conchita Montoya Cervantes
- Jeremiah Birkett – Dean Tackleberry
- Toby Proctor – Dirk Tackleberry
- Rod Crawford – Sgt. Rusty Ledbetter
- Heather Campbell – Annie Medford
- Michael Winslow – Sgt. Larvell Jones
- Joe Flaherty – Cmdt. Stuart Helfinger
- P.J. Ochlan – Lester Shane
- Tony Longo – Luke Kackley

## Spis odcinków
| N/o            | Polski tytuł                         | Angielski tytuł                               |
| -------------- | ------------------------------------ | --------------------------------------------- |
|                |                                      |                                               |
| SERIA PIERWSZA |                                      |                                               |
|                |                                      |                                               |
| 01             | Akademia Policyjna                   | Police Academy                                |
|                |                                      |                                               |
| 02             | Dwaj mężczyźni i dziecko             | Two Men and a Baby                            |
|                |                                      |                                               |
| 03             | Odłóż ten nos                        | Put Down That Nose                            |
|                |                                      |                                               |
| 04             | Luzik kotku                          | No Sweat, Sweet                               |
|                |                                      |                                               |
| 05             | Pies gończy                          | I Ain't Nothin' But a Hound                   |
|                |                                      |                                               |
| 06             | Po egzekucji                         | Dead Man Talking                              |
|                |                                      |                                               |
| 07             | Nie ma jak u mumii                   | Mummy Dearest                                 |
|                |                                      |                                               |
| 08             | Nadmorskie perypetie                 | All at Sea                                    |
|                |                                      |                                               |
| 09             | Mniej więcej, Les                    | Les Is More                                   |
|                |                                      |                                               |
| 10             | Gdybym był bogaty                    | If I Were a Rich Cop                          |
|                |                                      |                                               |
| 11             | Zakupy z wrogiem                     | Shopping With The Enemy                       |
|                |                                      |                                               |
| 12             | Letni Luke                           | Luke... Warm                                  |
|                |                                      |                                               |
| 13             | Prawda nie jest tym czym była kiedyś | The Truth Ain't What It Used to Be            |
|                |                                      |                                               |
| 14             | Koszmarny dwutakt                    | Hoop Nightmares                               |
|                |                                      |                                               |
| 15             | Nadstawcie ucha                      | Lend Me Your Ears                             |
|                |                                      |                                               |
| 16             | Dr Hightower                         | Dr. Hightower                                 |
|                |                                      |                                               |
| 17             | Żółw Komendanta Hefilfingera         | Bring Me the Turtle of Commandant Hefilfinger |
|                |                                      |                                               |
| 18             | Karatecy                             | Karate Cops                                   |
|                |                                      |                                               |
| 19             | Oczywiście, że koń                   | A Horse of Course                             |
|                |                                      |                                               |
| 20             | Geniusz                              | Mr. I.Q.                                      |
|                |                                      |                                               |
| 21             | Masz polisę?                         | Got Insurance?                                |
|                |                                      |                                               |
| 22             | Drużyna Tacka                        | Team Tack                                     |
|                |                                      |                                               |
| 23             | Anioł Stróż                          | Angel on My Back                              |
|                |                                      |                                               |
| 24             | Kadet roku                           | Cadet of the Year                             |
|                |                                      |                                               |
| 25             | Pocałunek wampira                    | Lend Me Your Neck                             |
|                |                                      |                                               |
| 26             | Koniec Richa                         | Rich No More                                  |
|                |                                      |                                               |